# Kara Monaco
Kara Monaco (ur. 26 lutego 1983 w Lakeland) – amerykańska modelka, fotomodelka, miss Playboya 2006.

## Kariera
W kwietniu 2005 i 2006 została Playmate of the Month oraz została miss Playboya w 2006 roku i otrzymując główną nagrodę.
Kara dorastała w Orlando. Zanim trafiła do Playboya, była modelką i pozowała do zdjęć w strojach kąpielowych i bieliźnie, którą można było później kupić. Oprócz tego była i nadal jest instruktorką fitness.
Jej wymiary to 86-60-86.
W 2012 roku wzięła udział w czternastej amerykańskiej edycji programu Big Brother. Została wyeliminowana 13 dnia gry otrzymując 5 z 8 głosów. Zajęła 15 miejsce.